# 朴智玗
朴智玗（1998年10月27日—），韩国女子速度滑冰运动员，2017年亚洲冬季运动会女子团体追逐银牌得主、2023年世界大冬会女子1500米金牌得主、女子3000米和女子团体追逐银牌得主、2025年亚洲冬季运动会女子团体追逐铜牌得主。